# ويليام كارتر (سياسي بريطاني)
ويليام كارتر (بالإنجليزية: William Carter)‏ هو سياسي بريطاني (وحمل سابقاً جنسية المملكة المتحدة لبريطانيا العظمى وأيرلندا)، ولد في 12 أغسطس 1867، وتوفي في 18 أغسطس 1940. حزبياً، نشط في حزب العمال. في الانتخابات العامة في المملكة المتحدة 1929 ‏، انتخب عضو برلمان المملكة المتحدة الـ35 عن دائرة St Pancras South West (UK Parliament constituency) ‏ (30 مايو 1929 – 7 أكتوبر 1931).